# Île Atire
L’île Atire est un îlot de Nouvelle-Calédonie appartenant administrativement à Nouméa.